# Nekropole von Fossa

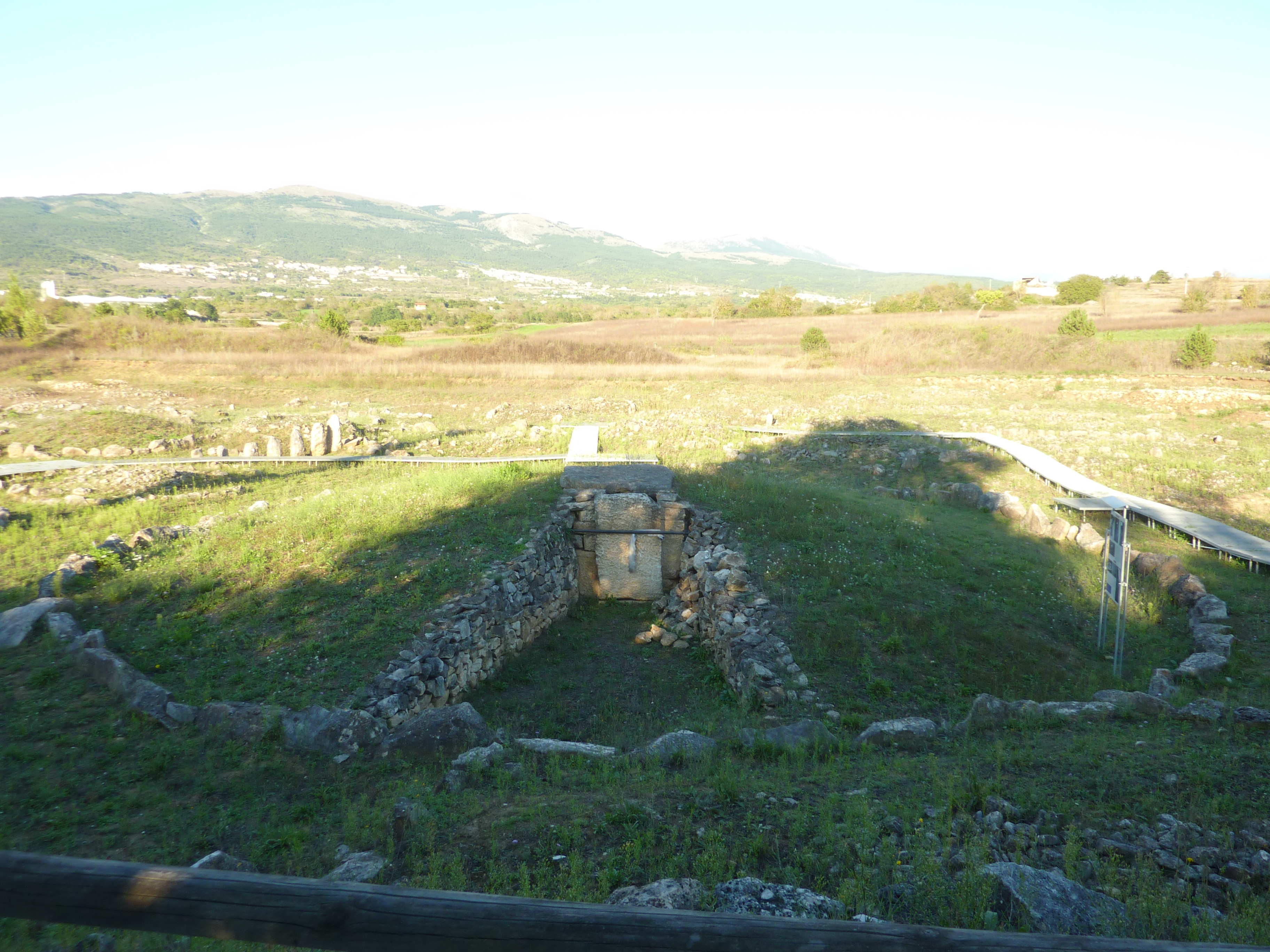
Fossa

Die Nekropole von Fossa, nördlich von Borgo San, nordöstlich von Fossa, bei L’Aquila in den Abruzzen in Italien, wurde vom Stamm der Vestini, die Angehörige der  Mitteladriatischen Kultur waren, während der frühen Eisenzeit (1000–800 v. Chr.) als Gräberfeld benutzt. Die Menhire, meist Platten zwischen 0,5 m und 4,0 m Höhe, wurden wie in Alfedena, Amplero, Bazzano (1650 Bestattungen), Campovalano, Celano und Valle de Comino in Kreisen und Reihen angeordnet. Die Besonderheit der Nekropole ist, dass sie in viele Kreise und Reihen in den Höhen gestuft arrangiert sind.
Die Reihen aus sechs bis acht Platten sind West-Ost orientiert. Innerhalb der Kreise wurden West-Ost orientierte Einzelbegräbnisse vorgenommen. Neben der Bestattung enthalten die Gräber auch Bronze, Keramik, Schmuck, Vasen und Waffen. Grab 19 enthielt eine Dose mit geometrischen Motiven, die durch die Verwendung von Metallpulver erzeugt waren. Einige der späteren Bestattungen erfolgten in Baumsärgen.
In der Nähe befindet sich Ocre mit dem von Mauern umgebenen San Panfilo, einer befestigten Anlage aus dem 14. Jahrhundert, der 1222 gegründeten Zisterzienserabtei Santo Spirito mit Fresken aus dem späten 13. bis 16. Jahrhundert und dem Kloster Sant’Angelo aus dem 13. Jahrhundert, das auf einem Felsabsturz liegt.